# Joseph Estrada
Joseph Ejercito Estrada - nascido Jose Marcelo Ejercito (Tondo (Manila), 19 de abril de 1937) é um político filipino que foi o 13º presidente das Filipinas, no período de 1998 até 2001. Foi prefeito de Manila de 2013 até 2019.

## Carreira
Estrada ganhou popularidade como ator de cinema, interpretando o papel principal em mais de cem filmes em uma carreira de ator de cerca de três décadas. Ele também trabalhou como modelo, começando como modelo de moda e rampa aos 13 anos. Ele usou sua popularidade como ator para obter ganhos na política, servindo como prefeito de San Juan de 1969 a 1986, como senador de 1987 a 1992, então como vice-presidente do presidente Fidel V. Ramos de 1992 a 1998.
Estrada foi eleito presidente em 1998 com uma ampla margem de votos que o separava dos outros adversários e foi empossado à presidência em 30 de junho de 1998. Em 2000, ele declarou uma "guerra total" contra a Frente Moro de Libertação Islâmica e capturou seu quartel-general e outros campos.  Alegações de corrupção geraram um julgamento de impeachment no Senado e, em 2001, Estrada foi deposto pelo People Power 2 depois que a promotoria saiu do tribunal de impeachment quando os juízes-senadores votaram para não abrir um envelope que supostamente continha evidências incriminatórias contra ele.
Em 2007, Estrada foi condenado por uma divisão especial do Sandiganbayan à reclusão perpétua sob a acusação de pilhagem pelo desvio de $ 80 milhões do governo, mas posteriormente recebeu o perdão do presidente e de sua ex-vice, Gloria Macapagal Arroyo. Ele concorreu à presidência novamente nas eleições presidenciais de 2010, mas foi derrotado pelo senador Benigno Aquino III por ampla margem. Mais tarde, ele serviu como prefeito de Manila por dois mandatos, de 2013 a 2019.

## Histórico eleitoral
Províncias nas quais Estrada venceu as eleições nacionais de 1992, 1998 e 2010. Eleições para prefeito de San Juan
- Estrada venceu todas as eleições para prefeito em San Juan de 1969 a 1984.

Eleição para o Senado, 1987:
- Joseph Estrada (GAD) – 10 029 978 (14º, 24 candidatos com maior número de votos conquistam as 24 cadeiras do Senado)

Eleição para vice-presidente, 1992:
- Joseph Estrada (PMP) – 6 739 738 (33,00%)
- Marcelo Fernan (LDP) – 4 438 494 (21,74%)
- Emilio Osmeña (Lakas-NUCD) – 3 362 467 (16,47%)
- Ramon Magsaysay, Jr. (PRP) – 2 900 556 (14,20%)
- Aquilino Pimentel, Jr. (PDP–Laban) – 2 023 289 (9,91%)
- Vicente Magsaysay (KBL) – 699 895 (3,43%)
- Eva Estrada-Kalaw (Nacionalista) – 255 730 (1,25%)

Eleição presidencial, 1998:
- Joseph Estrada (LAMMP) – 10 722 295 (39,86%)
- Jose de Venecia (Lakas-NUCD-UMDP) – 4 268 483 (15,87%)
- Raul Roco (Aksyon Demokratiko) – 3 720 212 (13,83%)
- Emilio Osmeña (PROMDI) – 3 347 631 (12,44%)
- Alfredo Lim (Liberal) – 2 344 362 (8,71%)
- Renato de Villa (Reporma-LM) – 1 308 352 (4,86%)
- Miriam Defensora Santiago (PRP) – 797 206 (2,96%)
- Juan Ponce Enrile (Independente) – 343 139 (1,28%)
- Santiago Dumlao (Kilusan para Pambansang Pagpapanibago) – 32 212 (0,12%)
- Manuel Morato (Partido Bansang Marangal) – 18 644 (0,07%)

Eleição presidencial, 2010:
- Benigno Aquino III (Liberal) – 15 208 678 (42,08%)
- Joseph Estrada (PMP) – 9 487 837 (26,25%)
- Manny Villar (Nacionalista) – 5 573 835 (15,42%)
- Gilbert Teodoro (Lakas Kampi CMD) – 4 095 839 (11,33%)
- Eddie Villanueva (Bangon Pilipinas) – 1 125 878 (3,12%)
- Richard Gordon (Bagumbayan-VNP) – 501 727 (1,39%)
- Nicanor Perlas (independente) – 54 575 (0,15%)
- Jamby Madrigal (independente) – 46 489 (0,13%)
- John Carlos de los Reyes (Ang Kapatiran) – 44 244 (0,12%)

Eleições para prefeito de Manila 2013
- Joseph Estrada (PMP) – 349 770
- Alfredo Lim (LP) – 307 525

Eleições para prefeito de Manila 2016
- Joseph Estrada (PMP) – 283 149
- Alfredo Lim (LP) – 280 464
- Amado Bagatsing (KABAKA) – 167 829

Eleições para prefeito de Manila 2019
- Isko Domagoso Moreno (Asenso Manileño) – 357 925
- Joseph Estrada (PMP) – 210 605
- Alfredo Lim (PDP–Laban) – 138 923